# GP van Spanje MX3 2006
De Grote Prijs van Spanje 2006 in de MX3-klasse motorcross werd gehouden op 9 april 2006 op het circuit van Talavera de la Reina. Het was de tweede wedstrijd van het wereldkampioenschap. De Fransman Yves Demaria won, net zoals in de eerste wedstrijd. Hij won de eerste reeks en werd tweede in de tweede reeks, achter de Italiaanse Honda-rijder Enrico Oddenino. Sven Breugelmans werd derde in de eindstand. Demaria verstevigde uiteraard zijn positie in de tussenstand van het wereldkampioenschap.

## Uitslag eerste reeks
| Plaats | Naam             | Land |
| ------ | ---------------- | ---- |
| 1      | Yves Demaria     | FRA  |
| 2      | Sven Breugelmans | BEL  |
| 3      | Enrico Oddenino  | ITA  |
| 4      | Cristian Beggi   | ITA  |
| 5      | Marc Ristori     | SUI  |
| 6      | Michael Staufer  | AUT  |
| 7      | Daniele Bricca   | ITA  |
| 8      | Saso Kragelj     | SLO  |
| 9      | Fabio Ferrari    | ITA  |
| 10     | Nenad Sipek      | CRO  |

## Uitslag tweede reeks
| Plaats | Naam             | Land |
| ------ | ---------------- | ---- |
| 1      | Enrico Oddenino  | ITA  |
| 2      | Yves Demaria     | FRA  |
| 3      | Sven Breugelmans | BEL  |
| 4      | Daniele Bricca   | ITA  |
| 5      | Jan Zaremba      | CZE  |
| 6      | Nenad Sipek      | CRO  |
| 7      | Saso Kragelj     | SLO  |
| 8      | Cristian Beggi   | ITA  |
| 9      | Marc Ristori     | SUI  |
| 10     | Fabio Ferrari    | ITA  |

## Eindstand Grote Prijs
| Plaats | Naam             | Land | Punten |
| ------ | ---------------- | ---- | ------ |
| 1      | Yves Demaria     | FRA  | 47     |
| 2      | Enrico Oddenino  | ITA  | 45     |
| 3      | Sven Breugelmans | BEL  | 42     |
| 4      | Daniele Bricca   | ITA  | 32     |
| 5      | Cristian Beggi   | ITA  | 31     |
| 6      | Marc Ristori     | SUI  | 28     |
| 7      | Saso Kragelj     | SLO  | 27     |
| 8      | Nenad Sipek      | CRO  | 26     |
| 9      | Jan Zaremba      | CZE  | 24     |
| 10     | Fabio Ferrari    | ITA  | 23     |

## Tussenstand van het wereldkampioenschap
| Plaats | Naam                | Land | Punten |
| ------ | ------------------- | ---- | ------ |
| 1      | Yves Demaria        | FRA  | 97     |
| 2      | Sven Breugelmans    | BEL  | 84     |
| 3      | Enrico Oddenino     | ITA  | 77     |
| 4      | Marc Ristori        | SUI  | 66     |
| 5      | Daniele Bricca      | ITA  | 65     |
| 6      | Saso Kragelj        | SLO  | 51     |
| 7      | Jan Zaremba         | CZE  | 46     |
| 8      | Nenad Sipek         | CRO  | 46     |
| 9      | Michael Staufer     | AUT  | 43     |
| 10     | Vincent Collet      | BEL  | 37     |
| 11     | Julien Vanni        | FRA  | 35     |
| 12     | Cristian Beggi      | ITA  | 31     |
| 13     | Fabio Ferrari       | ITA  | 23     |
| 14     | Matteo Aperio       | ITA  | 22     |
| 15     | David Cadek         | CZE  | 20     |
| 16     | Bader Manneh        | ITA  | 20     |
| 17     | Christian Stevanini | ITA  | 16     |
| 18     | Alexandre Ivanyutin | RUS  | 16     |
| 19     | Tonni Andersen      | DEN  | 14     |
| 20     | Roman Morozav       | UKR  | 13     |